# Aiseau-Presles
Aiseau-Presles [ezopʁɛl] (en wallon Ôjô-Préle) est une commune francophone de Belgique située en Wallonie dans la province de Hainaut. La commune fut créée le 1er janvier 1977 à la suite de la fusion des communes.

## Étymologie
Le nom de la commune (entité) est composé des deux anciennes communes d'Aiseau et Presles combinées ensemble.

## Géographie
Superficie : 22,42 km2.
Nombre d'habitants :10 978 (2024).

### Sections de la commune
L'entité est composée des 4 villages suivants :
| # | Nom          | Superf. (km2) | Habitants (2020) | Habitants par km2 | Code INS |
| - | ------------ | ------------- | ---------------- | ----------------- | -------- |
| 1 | Aiseau       | 7,80          | 3 273            | 419               | 52074A   |
| 2 | Presles      | 8,31          | 2 163            | 260               | 52074B   |
| 3 | Pont-de-Loup | 3,86          | 2 920            | 756               | 52074C   |
| 4 | Roselies     | 2,45          | 2 380            | 971               | 52074D   |

### Communes limitrophes
| Châtelet  | Farciennes     | Sambreville     |
|           | Aiseau-Presles |                 |
| Gerpinnes | Mettet         | Fosses-la-Ville |

### Hameaux et lieux-dits des sections

#### Aiseau
- Ménonry.
- Oignies.
- Longagne.

#### Pont-de-Loup
- Warchat.

#### Presles
- Les Binches, hameau qui se situe dans la partie méridionale du territoire
- Le Bas-Sart, hameau formé, princimalement, de terrains couverts de près.
- L'Eversquoy, ancienne terre du Comté de Namur qui, aujourd'hui plus qu'un lieu-dit situé au Bas-Sart.
- Hameau de la Bergère, est constitué par quelque feux (habitations) qui se situent sur la limite de Châtelet.
- Le Hameau du Bordinois, hameau qui s'élève sur la rive droite du ruisseau des Waibes, au fond des Binches.
- Le Hameau du Coumagne, est situé sur la partie haute du hameau des Binches.
- Belle-vue.
- Vieux-Sarts.
- Al Croix.

#### Roselies
- Pierre aux Rossignols.

## Démographie

### Démographie: Commune fusionnée
En tenant compte des anciennes communes entraînées dans la fusion de communes de 1977, on peut dresser l'évolution suivante :
Les chiffres des années 1831 à 1970 tiennent compte des chiffres des anciennes communes fusionnées.
- Source : DGS ; de 1831 à 1981 = recensements population ; à partir de 1990 = nombre d'habitants chaque 1er janvier[5].

## Histoire

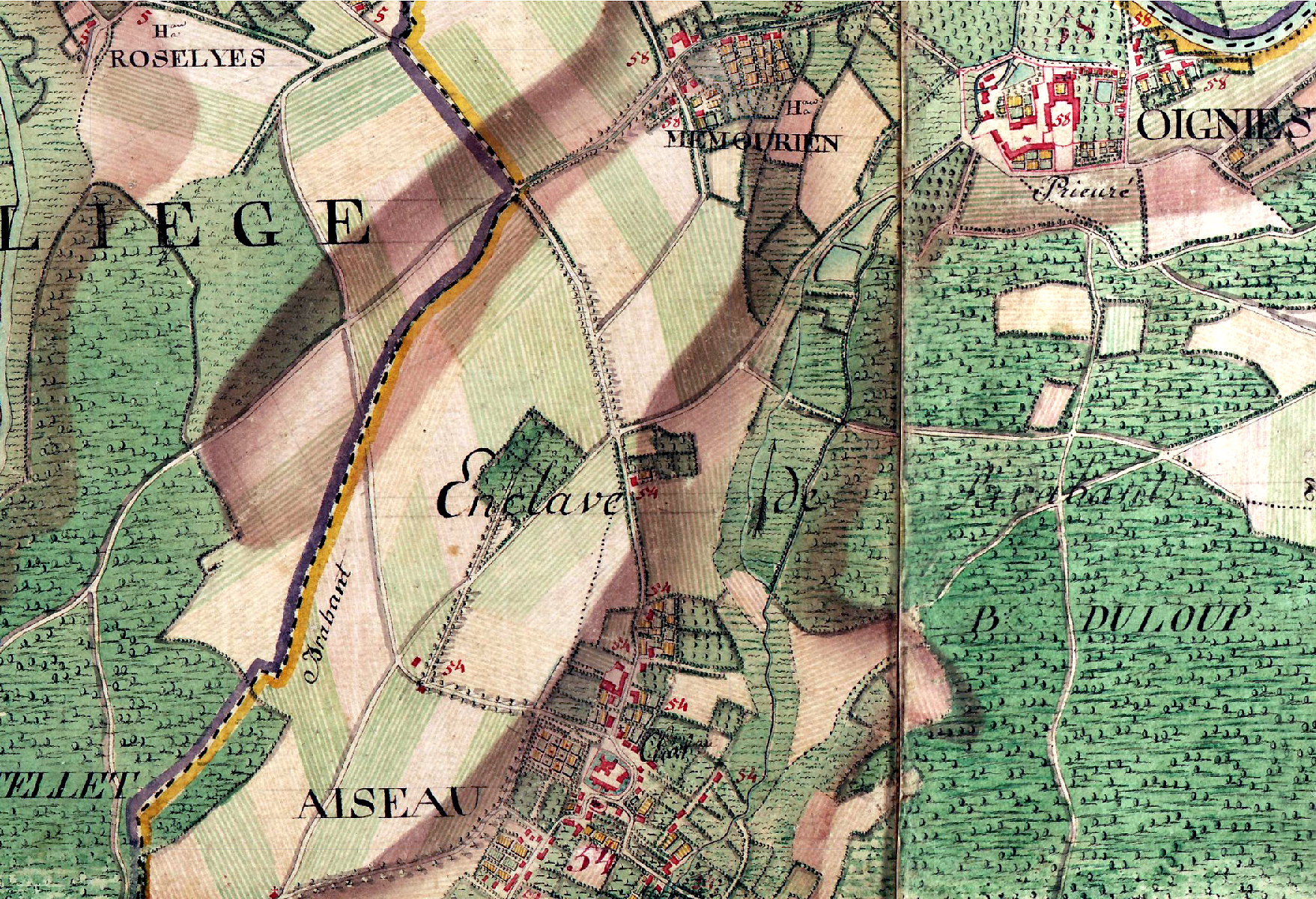
Aiseau sur la carte du comte de Ferraris de 1777.

Cette nouvelle commune fut créée par la loi sur la fusion des communes le 1er janvier 1977. L'entité était autrefois industrialisée, notamment pour les charbonnages. En 1851, des fouilles archéologiques mettent au jour des ossements d'un cerf géant (mégacéros) et un bracelet préhistorique dans le parc du château de Presles.

## Armoiries
|  | Armes d'Aiseau-Presles. Elles correspondent à celles de Catherine de Haneffe dite d'Ochamps, dame d'Aiseau. La terre fut érigée en marquisat en 1625 en faveur de la famille de Gavre ; la seigneurie conserva cependant les mêmes armes. Ces armes furent accordées à la commune d'Aiseau en 1928 et confirmées en 1982. Blasonnement : D'azur semé de fleurs de lis d'argent. L'écu sommé d'une couronne de marquis à cinq fleurons. - Délibération communale : 29 octobre 1980 - Arrêté de l'exécutif de la communauté : 30 août 1982 - Moniteur belge : 19 septembre 1982 |

## Politique et administration communale

### Conseil et collège communal 2024-2030
Ci-dessous, le tableau des résultats des élections communales de 2024.
| Parti | Parti    | Voix (2024) | Voix (2018) | % (2024) | % (2018) | +/-    | Sièges  | +/- | Collège |
| ----- | -------- | ----------- | ----------- | -------- | -------- | ------ | ------- | --- | ------- |
|       | ECOLO    | 132         | 479         | 2,03%    | 7,25%    | 5.23 % | 0 / 21  | 1.0 | Non     |
|       | PS       | 2,838       | 2,751       | 43,61%   | 41,66%   | 1.94 % | 10 / 21 | 0.0 | Oui     |
|       | MR       | 964         | 549         | 14,81%   | 8,31%    | 6.5 %  | 3 / 21  | 2.0 | Oui     |
|       | ENSEMBLE | 2,045       | 2,245       | 31,42%   | 34,00%   | 2.58 % | 7 / 21  | 1.0 | Non     |
|       | acap6250 | 529         | 579         | 8,13%    | 8,77%    | 0.64 % | 1 / 21  | 0.0 | Non     |
| Total | Total    | 6 508       | 6 603       | 100 %    | 100 %    |        | 21      |     |         |

| Collège communal  |                    |    |
| ----------------- | ------------------ | -- |
| Bourgmestre       | Dominique Grenier  | PS |
| Échevin           | Pierro Arena       | PS |
| Échevine          | Wahiba Azzaz       | PS |
| Échevine          | Florence Cauchie   | MR |
| Échevin           | Jean-Pierre Deprez | MR |
| Échevine          | Virginie Geeraerts | PS |
| Président du CPAS | Jean Fersini       | PS |

### Liste des bourgmestres depuis les fusions à aujourd'hui
- Hortent Moraux, de 1977 à 1984.
- Michel Misson, de 1984 à 1988.
- Marcel Dargent, de 1988 à 2012.
- Jean Fersini, de 2013 à 2024.
- Dominique Grenier, à partir de 2024[8].

### Administration communale
Adresse rue John Kennedy, 150 à Roselies.

### Jumelages
Aiseau-Presles est jumelée avec :
- Pomérols (France).

## Patrimoine et culture

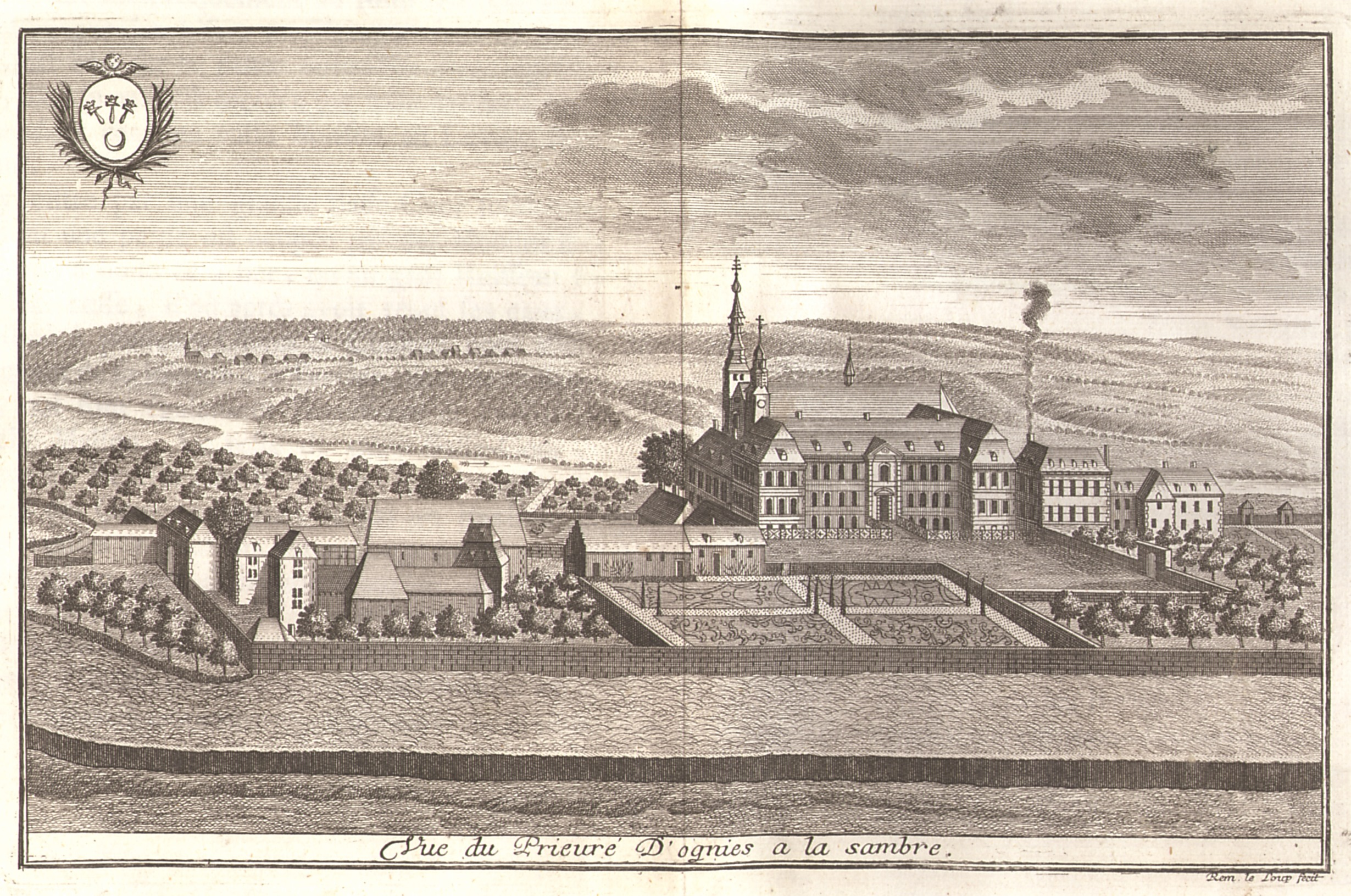
L'abbaye avant qu'elle soie détruite. Gravue de Remacle Leloup du XVIIIe siècle.

### Le prieuré d'Oignies
Hugo d'Oignies, grand orfèvre mosan, œuvra au Prieuré d'Oignies. Son trésor fut conservé, ce qui est exceptionnel. Il fut caché à Falisolle lors des troubles consécutifs à la Révolution française, et confié en 1818 aux sœurs de Notre-Dame à Namur. Aujourd'hui, on peut admirer la plus grosse partie du trésor dans le musée des Sœurs Notre-Dame à Namur, le reste est conservé dans les paroisses d'Aiseau, Falisolle, Fosses, Nivelles et Walcourt ainsi qu'aux Musées royaux d'art et d'histoire de Bruxelles et au musée diocésain de Namur.

### Tour romane de Pont-de-Loup
C'est un vestige de l'ancienne église de Pont-de-Loup.

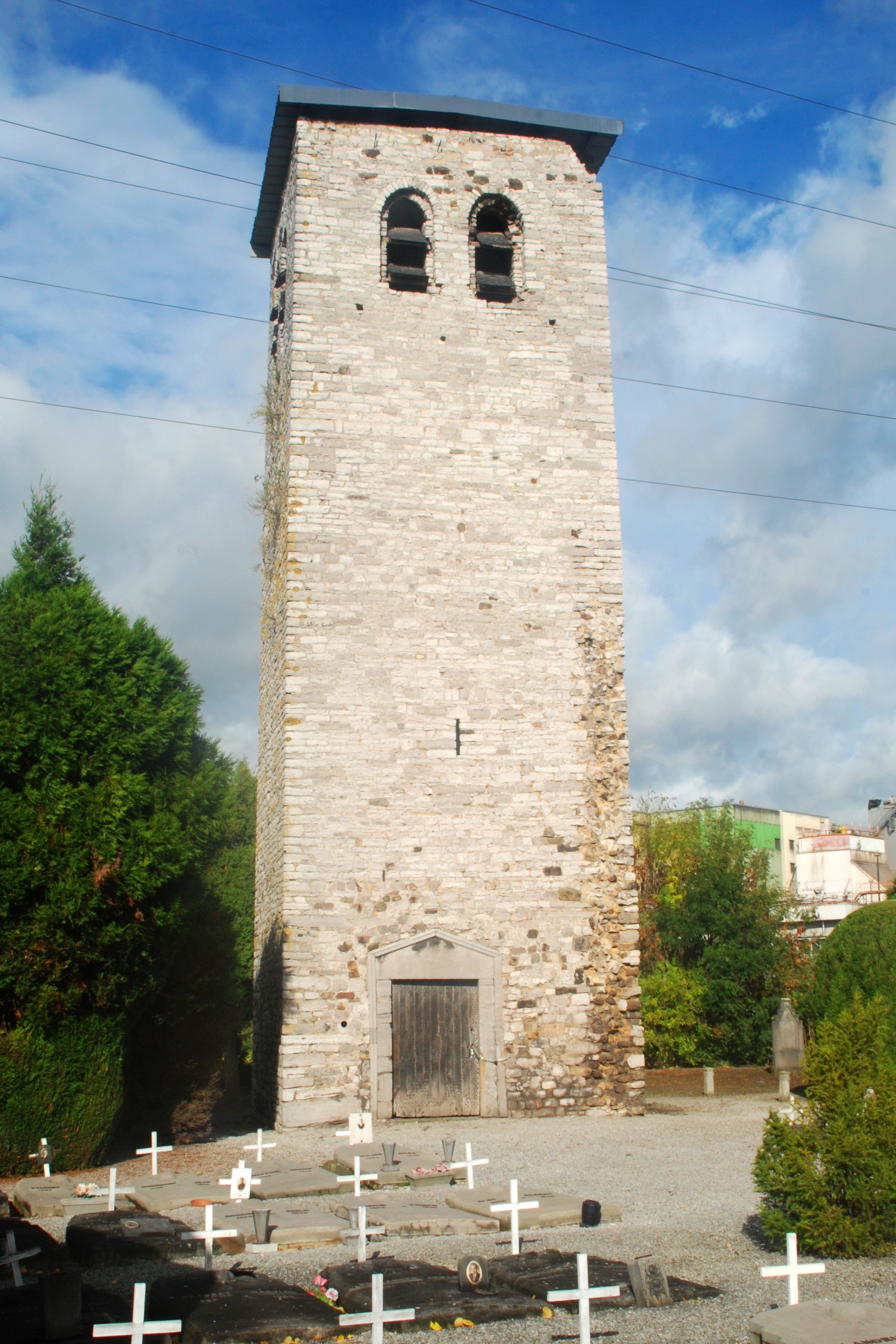
Tour romane de Pont-de-Loup.

### Autres patrimoines
- Église Saint-Martin, Aiseau, construite en 1991[9] en remplacement de celle qui c'est effondrée en 1970.
- Église Sainte-Marie de Oignies, hameau d'Aiseau construite en 1909[10].
- Église Saint-Clet, Pont-de-Loup, construite en 1861 et consacrée en 1951[11].
- Église Saint-Rémy, Presles, construite en 1854[12].
- Le château de Presles, édifié en 1851 par l'architecte A. Balat[13].
- Église Saint-Joseph, Roselies, construite en 1872-1873 en style néo-roman et restaurée en début du XXe siècle[14].
- La Lum'Rodge est une tradition de plus de 200 ans. Originaire de Fosses-la-Ville et parvenue à Presles vers 1820, elle se célèbre le Premier Week-end d'Octobre[15].
- Cimetière militaire français de la Belle-Motte :  l'une des plus grandes nécropoles françaises de la Première Guerre mondiale sur le sol belge. Ce site est inscrit depuis 2023 au Patrimoine mondial de l'UNESCO au même titre que 15 autres lieux funéraires et mémoriels wallons.

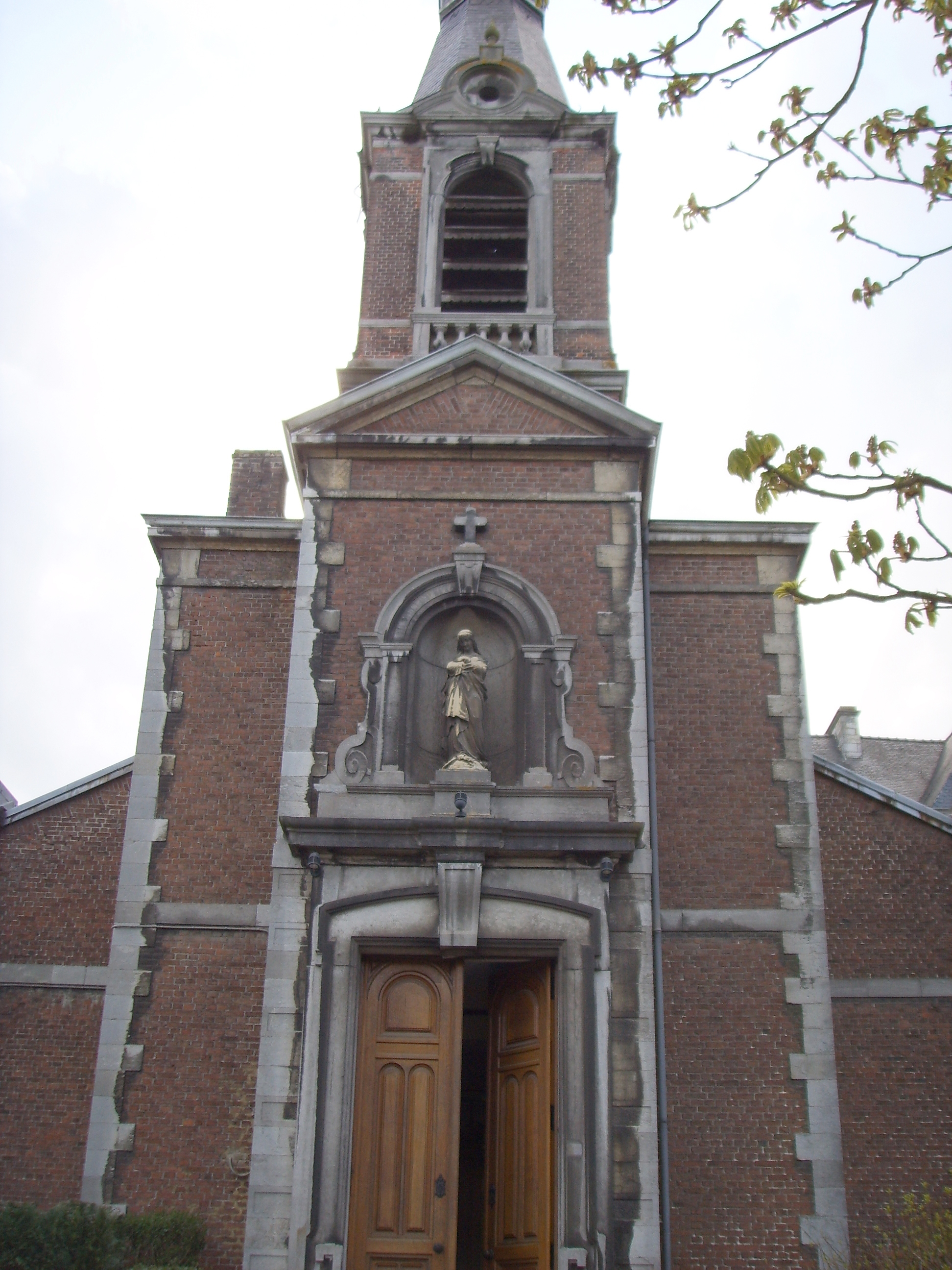
Église de Presles.
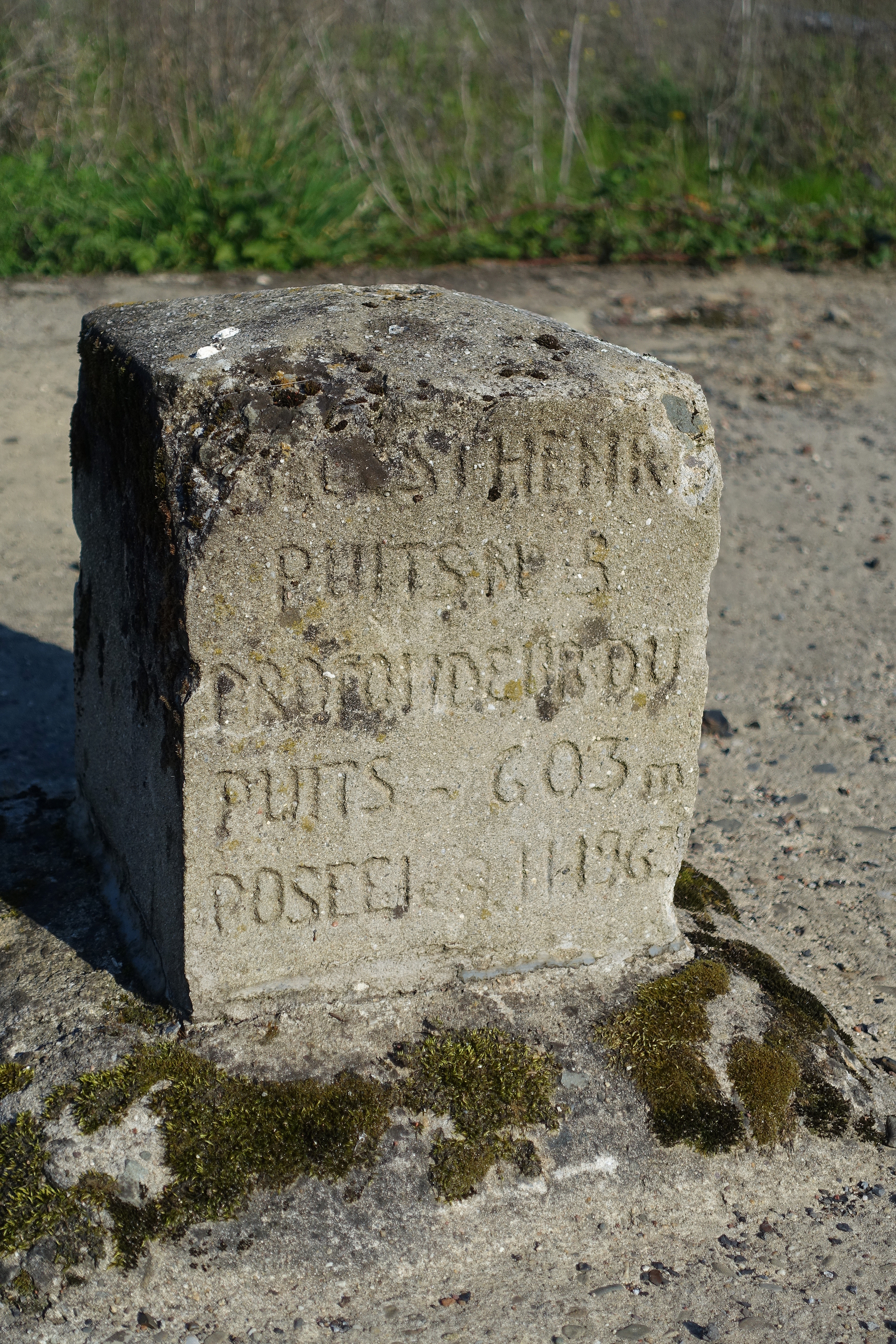
Borne du puits Saint-Henri à Oignies.
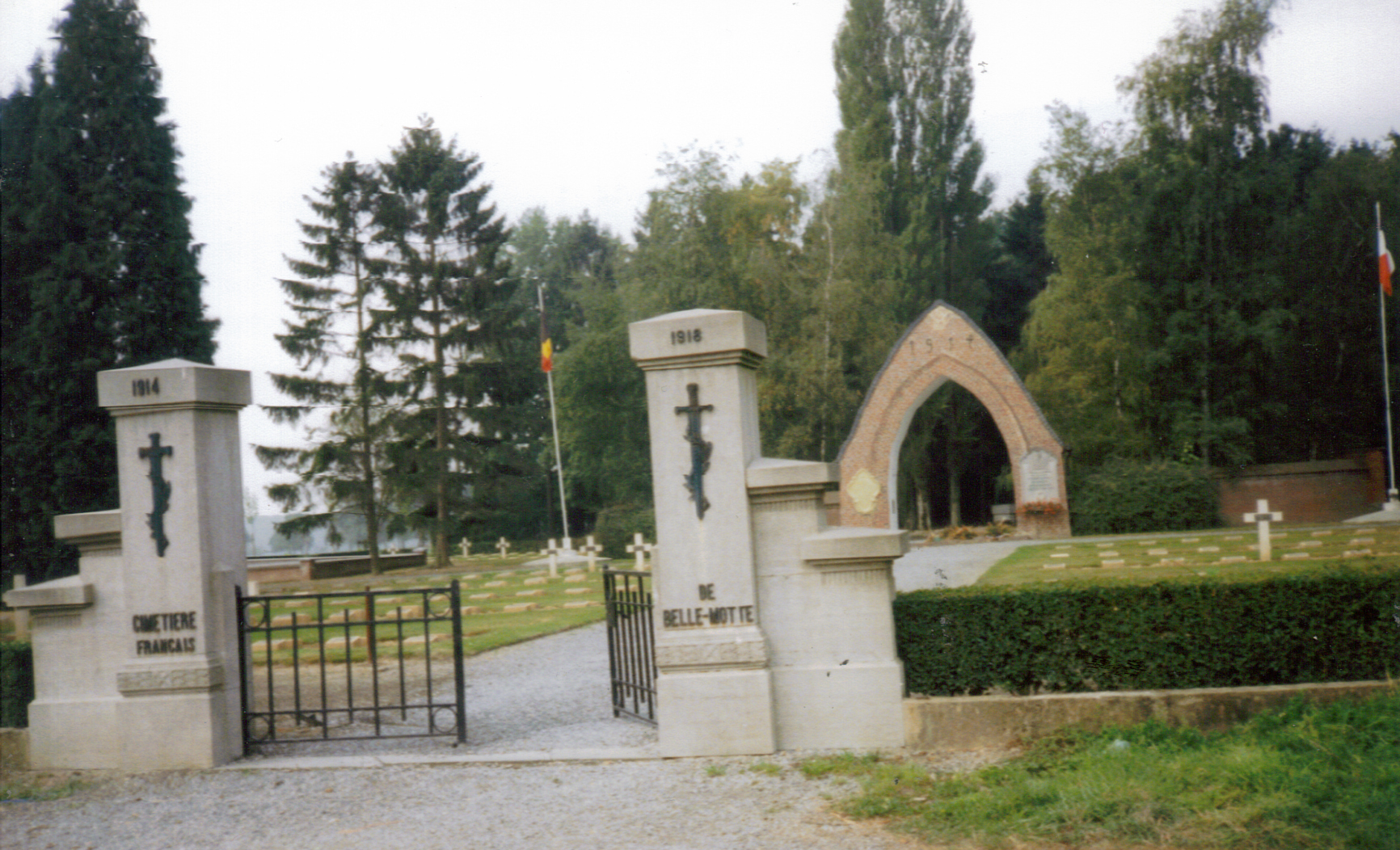
Cimetière militaire de la Belle-Motte à Aiseau.
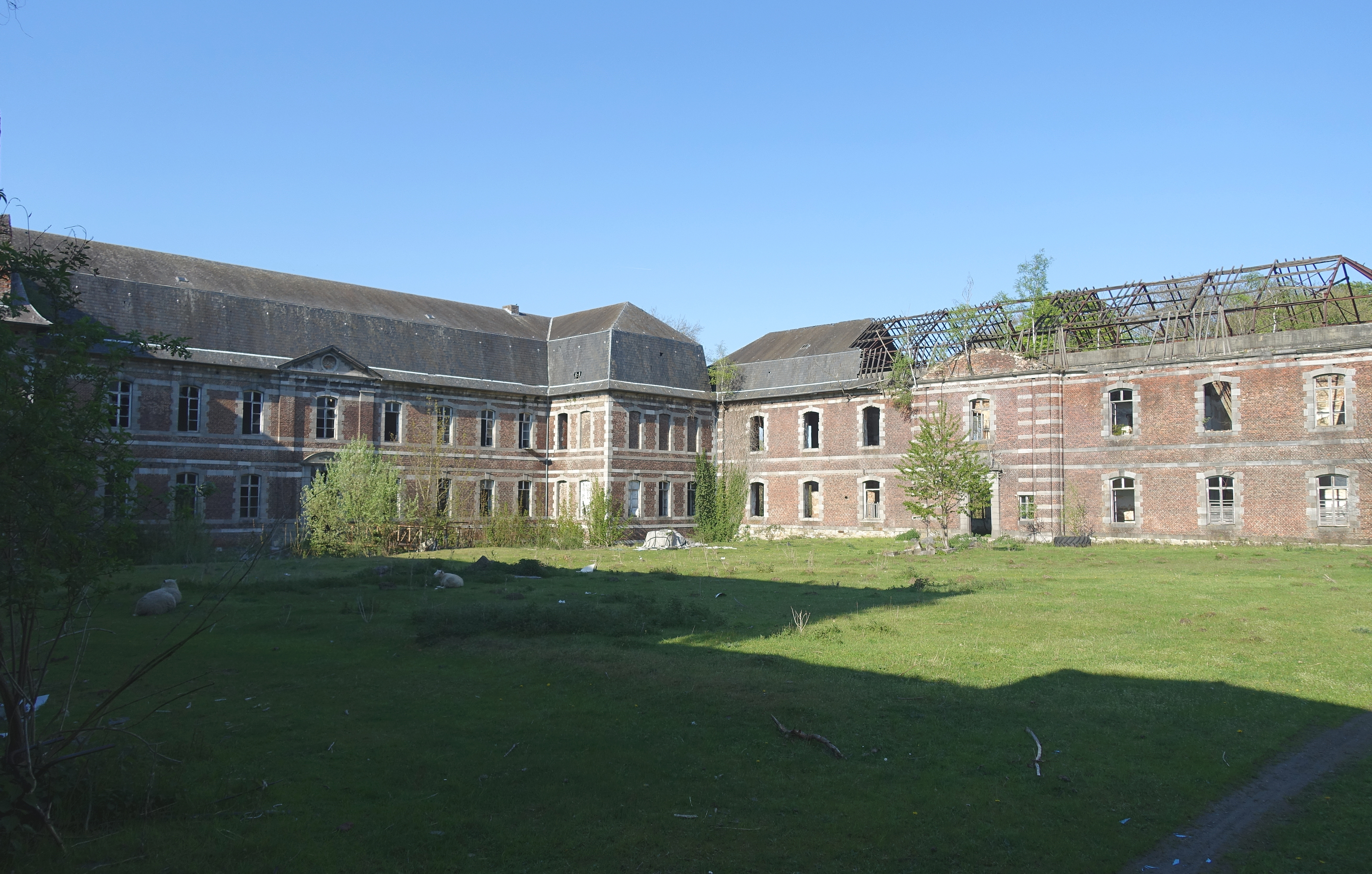
Ancien Prieuré de Oignies à Aiseau.

### Culture
- Sambre Expo, rue du Président-John-Fitzgerald-Kennedy 144.
- La Ferme des Castors, rue du Faubourg-Aiseau, propose des activités telles que stages de vacances, organisation scolaire et plaine de jeux.
- Le Centre culturel d'Aiseau-Presles, reconnu et subventionné par la FWB, la Commune d'Aiseau-Presles et la Province de Hainaut. www.ccaiseaupresles.com